# Cloro (singolo)
Cloro è un singolo di Mietta pubblicato il 15 novembre 2019.

## Il brano
La canzone è stata composta da Karin Amadori, Vincenza Casati  e Valerio Carboni ed è stata prodotta dallo stesso Carboni e Diego Calvetti per l'etichetta discografica Platinum, distribuzione Believe Digital.

## Il video
Il video è diretto da Marco Russo.

## Classifiche
| Classifica (2019)             | Posizione massima |
| ----------------------------- | ----------------- |
| Italia (airplay indipendenti) | 18                |